# 임준혁 (희극인)
임준혁(1980년 5월 14일 ~ 2022년 5월 27일)은 대한민국의 개그맨이자 뮤지컬 배우였다. 2002년 MBC 공채13기 데뷔를 했으며 코미디하우스, 웃으면 복이와요, 웃찾사, 개그 투나잇에서 활동하였다. 2022년 5월 27일 심근 경색으로 숨졌다.

## 학력
- 영주중앙고등학교(졸업)
- 고려대학교 신문방송학과(졸업)

## 출연작

### 방송
- SBS 《스타 VS 국민도전자, 페이스오프》
- SBS 《웃찾사 시즌 2》
- SBS 《개그투나잇》
- 퀴니 《아이비클럽 FIFA06스쿨리그》
- MBC 《코미디쇼 웃으면 복이와요》
- SBS 《도전 1000곡》
- SBS 《웃찾사 시즌 1》
- MBC 《코미디하우스》
- MBC 표준FM 《싱글벙글쇼》

### 드라마
- 두근두근 체인지(MBC, 2004년) - 준혁 역

### 영화
- 내 연애의 기억(2013년) - 경찰지구대장 역(우정출연)
- 사랑하고 있습니까?(2020년) - 포차 남 역(우정출연)

### 뮤지컬
- 2012년 플라이어
- 2011년 온에어 초콜릿
- 2011년 젊음의 행진